# Lizio
Lizio is een dorp en gemeente in Frankrijk, in Bretagne. De gemeente telde 807 inwoners op 1 januari 2022.

## Geschiedenis
De gemeente maakte voor 2015 deel uit van het kanton Malestroit. Toen het kanton op 22 maart 2015 werd opgeheven werd Lizio opgenomen in het kanton Moréac.

## Geografie
De oppervlakte van Lizio bedraagt 16,96 vierkante kilometer; Op 1 januari 2022 was de bevolkingsdichtheid 47,6 inwoners per km².
De onderstaande kaart toont de ligging van Lizio met de belangrijkste infrastructuur en aangrenzende gemeenten.

## Demografie
Onderstaande figuur toont het verloop van het inwonertal.
Bignan · Billio · Bohal · Buléon · Caro · Guéhenno · Lizio · Malestroit · Missiriac · Moréac · Pleucadeuc · Plumelec · Ruffiac · Saint-Abraham · Saint-Allouestre · Saint-Congard · Saint-Guyomard · Saint-Jean-Brévelay · Saint-Laurent-sur-Oust · Saint-Marcel · Saint-Nicolas-du-Tertre · Sérent · Val d'Oust